# Parafia Miłosierdzia Bożego w Starym Sączu
Parafia pw. Miłosierdzia Bożego w Starym Sączu – parafia rzymskokatolicka znajdująca się w diecezji tarnowskiej w dekanacie Stary Sącz. Jest drugą, najmłodszą, parafią w mieście. Erygowana w 2009.

## Kościół parafialny
Budowę kościoła parafialnego na Osiedlu Słonecznym, według projektu architekta Marka Jasiewicza, rozpoczęto w 2007. 26 października 2019 została odprawiona pierwsza msza święta, a abp Wiktor Skworc poświęcił nowo wybudowany kościół. Autorem wystroju wnętrza jest starosądecki artysta Andrzej Pasoń. W 2024 bp Andrzej Jeż dokonał aktu dedykacji świątyni pw. Miłosierdzia Bożego. Nad całością budowy kościoła czuwał pierwszy proboszcz parafii ks. Janusz Ryba.

## Zasięg parafii
Obejmuje część Starego Sącza z ulicami: Ady Sary, Bazielicha, Braterstwa Ludów, Cesarczyka, Czecha, Dunajcowa, Podegrodzka, Powstańców Chochołowskich, Piłsudskiego, osiedle Słoneczne, Radosna, Wielki Wygon, Tischnera, Źródlana oraz miejscowość Mostki. 